# جانی موتا
جانی موتا (زادهٔ ۱۳ مارس ۱۹۴۳) رکابزن حرفه‌ای سابق ایتالیایی است که در رشتهٔ دوچرخه‌سواری جاده فعالیت می‌کرد. او توانست در سال ۱۹۶۶ برندهٔ جیرو دیتالیا شود. همچنین برندهٔ سه مسابقهٔ مرحله‌ای و ۹ مسابقهٔ یک‌روزه شد.

## فعالیت حرفه‌ای
جانی موتا در کاسانو دآددا (لمباردی) به دنیا آمد. او نخستین مسابقهٔ رسمی خود را در سال ۱۹۶۳ انجام کرد و توانست در همان سال، برندهٔ تور واله دائوستا شود. موتا در سال ۱۹۶۴ حرفه‌ای شد و به تیم مولتنی پیوست. در آن سال برندهٔ تور لمباردی و همچنین فاتح یک مرحله از جیرو دیتالیا و یک مرحله از تور روماندی شد. در سال ۱۹۶۵ ابتدا به همراه ریک فان استین‌برگن برندهٔ مسابقهٔ شش‌روزهٔ میلان شد. سپس از حضور در جیرو انصراف داد تا در تور دو فرانس شرکت کند. او هیچ پیروزی مرحله‌ای به دست نیاورد، ولی در پایان تور با فاصلهٔ کمتر از ۱۰ دقیقه نسبت به فلیچه جیموندی بر سکوی سوم ایستاد.

### جیروی ۱۹۶۶
موتا فصل ۱۹۶۶ را با چند پیروزی از جمله قهرمانی در مسابقهٔ شش‌روزهٔ میلان و تور روماندی آغاز کرد. در جیرو، موتا در مرحلهٔ دوم به رتبهٔ دوم رسید و با فاصلهٔ ۸۳ ثانیه پشت سر خولیو خیمنز قرار گرفت. در مرحلهٔ ۵ فاصله‌اش با خیمنز کاهش یافت؛ ولی به رتبهٔ چهارم نزول کرد. در تایم تریل انفرادی مرحلهٔ ۱۳ با فاصلهٔ ۵۸ ثانیه نسبت به ویتوریو آدورنی چهارم شد؛ ولی ضعف خیمنز و سایر رکابزنان در تایم تریل باعث شد که در رده‌بندی اصلی، موتا پس از آدورنی در رتبهٔ دوم قرار گیرد. سپس در مرحلهٔ ۱۵ حدوداً یک دقیقه زودتر از آدورنی از خط پایان گذشت و رهبری تور را به دست گرفت. او در مراحل ۱۷ و ۱۹ نیز پیروز شد و اختلاف خود با نفر دوم، ایتالو زیلیولی، را به نزدیک ۴ دقیقه رساند. در پایان، موتا قهرمانی جیرو را به دست آورد و رده‌بندی امتیازی مسابقه را نیز فتح کرد.

### سال‌های پایانی و بازنشستگی
موتا در سال ۱۹۶۷ تور سوئیس را فتح کرد و برندهٔ مسابقهٔ میلان–تورین شد. در سال‌های ۱۹۶۸ و ۱۹۶۹ برندهٔ تور امیلیا شد و در سال ۱۹۷۰ برای چهارمین بار فاتح تور سه درهٔ وارزه شد. در سال ۱۹۷۱ برندهٔ تور روماندی و تور امیلیا شد. او نتوانست تور دو فرانس را به پایان برساند؛ در حالی که در پایان مرحلهٔ ۱۰ در رتبهٔ هشتم قرار داشت. موتا که در سال ۱۹۷۵ در هیچ مسابقه‌ای شرکت نکرده‌بود، در سال ۱۹۷۶ برای آخرین بار در جیرو حضور یافت؛ ولی نتوانست آن را به پایان برساند.
موتا پس از پایان دوران فعالیت حرفه‌ای خود، مانند بسیاری از رکابزنان پیش از خود وارد عرصهٔ ساخت و فروش دوچرخه شد.

## نتایج در گرند تورها
| گرند تور       | ۱۹۶۴ | ۱۹۶۵ | ۱۹۶۶ | ۱۹۶۷ | ۱۹۶۸  | ۱۹۶۹ | ۱۹۷۰ | ۱۹۷۱   | ۱۹۷۲   | ۱۹۷۳ | ۱۹۷۴ | ۱۹۷۵ | ۱۹۷۶   |
| -------------- | ---- | ---- | ---- | ---- | ----- | ---- | ---- | ------ | ------ | ---- | ---- | ---- | ------ |
| جیرو دیتالیا   | ۵    | —    | ۱    | ۶    | اخراج | —    | —    | ۲۰     | ناتمام | ۱۰   | ۲۴   | —    | ناتمام |
| تور دو فرانس   | —    | ۳    | —    | —    | —     | —    | —    | ناتمام | —      | —    | —    | —    | —      |
| ووئلتا اسپانیا | —    | —    | —    | —    | —     | —    | —    | —      | —      | —    | —    | —    | —      |